# Genesis Archive 1967-75
Genesis Archive 1967-75 es una compilación del grupo de rock progresivo Genesis, editada en 1998. 
Se compone de una caja de cuatro discos.
El material contenido en la caja fue grabado entre 1967 y 1975, es decir, durante la época en la que Peter Gabriel fue el vocalista del grupo. El material está colocado en orden cronológico invertido.
Los dos primeros discos contienen una presentación en vivo el 24 de enero de 1975 en Los Ángeles, en la cual el grupo interpretó su disco doble The Lamb Lies Down on Broadway. La presentación está casi completa, ya que "It", la última canción, es presentada en su versión de estudio remezclada con la vocalización de Peter Gabriel grabada en 1995. Gabriel también regrabó su vocalización del material en vivo; aproximadamente el 40%. Esto fue hecho debido a que su vestuario no dejaba que su voz se escuchara bien en las grabaciones originales. El guitarrista Steve Hackett también regrabó algunas de sus partes.
En el tercer disco hay cinco canciones grabadas en vivo en Londres el 20 de octubre de 1973. Es notable que "Supper's Ready" está entre esas cinco, en su primera versión en vivo oficial con Peter Gabriel como vocalista. Además de eso hay una grabación en la BBC en 1971, dos canciones provenientes de sencillos y una versión remezclada de "Watcher of the Skies".
En el cuarto disco hay principalmente canciones en versión demo: Dos grabadas en 1969, once en 1968 y tres en 1967. Además hay tres canciones grabadas en la BBC en febrero de 1970.
La caja fue bien recibida, y alcanzó la posición 35 en el Reino Unido.

## Canciones
Todas las canciones compuestas por Tony Banks, Phil Collins, Peter Gabriel, Steve Hackett y Mike Rutherford, excepto en donde se indique.

| Disc one |                                          | |          |  |
| N.º      | Título                                   | Information                                                                                        | Duración |  |
| 1.       | «The Lamb Lies Down on Broadway»         | Todas las grabaciones fueron grabadas el 24 de enero de 1975 en el Shrine Auditorium, Los Ángeles. | 6:29     |  |
| 2.       | «Fly on a Windshield»                    | | 2:54     |  |
| 3.       | «Broadway Melody of 1974»                | | 2:19     |  |
| 4.       | «Cuckoo Cocoon»                          | | 2:17     |  |
| 5.       | «In the Cage»                            | | 7:56     |  |
| 6.       | «The Grand Parade of Lifeless Packaging» | | 4:25     |  |
| 7.       | «Back in N.Y.C.»                         | | 6:19     |  |
| 8.       | «Hairless Heart»                         | | 2:22     |  |
| 9.       | «Counting Out Time»                      | | 4:00     |  |
| 10.      | «The Carpet Crawlers»                    | | 5:45     |  |
| 11.      | «The Chamber of 32 Doors»                | | 5:52     |  |

| Disc two |                                                                                             | |          |  |
| N.º      | Título                                                                                      | Information                                                                                                  | Duración |  |
| 1.       | «Lilywhite Lilith»                                                                          | Todas las grabaciones excepto 12 fueron grabadas el 24 de enero de 1975 en el Shrine Auditorium, Los Ángeles | 3:04     |  |
| 2.       | «The Waiting Room»                                                                          | | 6:15     |  |
| 3.       | «Anyway»                                                                                    | | 3:28     |  |
| 4.       | «Here Comes the Supernatural Anaesthetist»                                                  | | 3:57     |  |
| 5.       | «The Lamia»                                                                                 | | 7:12     |  |
| 6.       | «Silent Sorrow in Empty Boats»                                                              | | 3:15     |  |
| 7.       | «The Colony of Slippermen" - a. "The Arrival" - b. "A Visit to the Doktor" - c. "The Raven» | | 8:47     |  |
| 8.       | «Ravine»                                                                                    | | 1:39     |  |
| 9.       | «The Light Dies Down on Broadway»                                                           | | 3:37     |  |
| 10.      | «Riding the Scree»                                                                          | | 4:30     |  |
| 11.      | «In the Rapids»                                                                             | | 2:25     |  |
| 12.      | «it»                                                                                        | New remixed studio version with new re-recorded vocals and guitar                                            | 4:20     |  |

| Disc three |                                         |                                                                                         |          |  |
| N.º        | Título                                  | Information                                                                             | Duración |  |
| 1.         | «Dancing with the Moonlit Knight»       | Tracks 1-5 recorded on 20 October 1973 at the Rainbow Theatre, London                   | 7:05     |  |
| 2.         | «Firth of Fifth»                        |                                                                                         | 8:29     |  |
| 3.         | «More Fool Me»                          |                                                                                         | 4:01     |  |
| 4.         | «Supper's Ready»                        | Recorded on 20 October 1973; new remixed version with new re-recorded vocals and guitar | 26:31    |  |
| 5.         | «I Know What I Like (In Your Wardrobe)» | Recorded on 20 October 1973                                                             | 5:36     |  |
| 6.         | «Stagnation»                            | Recorded on 10 May 1971 for the BBC radio show Sounds of the 70s                        | 8:52     |  |
| 7.         | «Twilight Alehouse»                     | B-side to "I Know What I Like (In Your Wardrobe)" single, released February 1974        | 7:45     |  |
| 8.         | «Happy the Man»                         | A-side single, released May 1972                                                        | 2:53     |  |
| 9.         | «Watcher of the Skies»                  | A-side single re-recorded with an alternate ending, released October 1972               | 3:42     |  |

| Disc four |                                              |                                                                |          |  |
| N.º       | Título                                       | Information                                                    | Duración |  |
| 1.        | «In the Wilderness»                          | Rough mix without strings, 1968                                | 3:00     |  |
| 2.        | «Shepherd»                                   | Recorded on 22 February 1970 for the BBC radio show Night Ride | 4:00     |  |
| 3.        | «Pacidy»                                     | Recorded on 22 February 1970                                   | 5:42     |  |
| 4.        | «Let Us Now Make Love»                       | Recorded on 22 February 1970                                   | 6:14     |  |
| 5.        | «Going Out to Get You»                       | 20 August 1969 demo at Regent Sound Studio                     | 4:54     |  |
| 6.        | «Dusk»                                       | 20 August 1969 demo at Regent Sound Studio                     | 6:14     |  |
| 7.        | «Build Me a Mountain»                        | August 1968 rough mix                                          | 4:13     |  |
| 8.        | «Image Blown Out»                            | August 1968 rough mix                                          | 2:12     |  |
| 9.        | «One Day»                                    | August 1968 rough mix                                          | 3:08     |  |
| 10.       | «Where the Sour Turns to Sweet»              | 1968 demo                                                      | 3:14     |  |
| 11.       | «In the Beginning»                           | 1968 demo                                                      | 3:31     |  |
| 12.       | «The Magic of Time»                          | 1968 demo                                                      | 2:01     |  |
| 13.       | «Hey!»                                       | 13 March 1968 demo                                             | 2:28     |  |
| 14.       | «Hidden in the World of Dawn»                | 1968 demo                                                      | 3:10     |  |
| 15.       | «Sea Bee»                                    | 1968 demo                                                      | 3:05     |  |
| 16.       | «The Mystery of the Flannan Isle Lighthouse» | 1968 demo                                                      | 2:36     |  |
| 17.       | «Hair on the Arms and Legs»                  | 1968 demo                                                      | 2:42     |  |
| 18.       | «She is Beautiful»                           | 1967 demo, became "The Serpent" with different lyrics          | 3:47     |  |
| 19.       | «Try a Little Sadness»                       | 1967 demo                                                      | 3:21     |  |
| 20.       | «Patricia»                                   | 1967 demo, became "In Hiding" with lyrics                      | 3:05     |  |

## Personal
- Peter Gabriel - Voz líder, Flauta
- Tony Banks - Teclados, Guitarra de 12 cuerdas, Voz de fondo, Segunda voz líder (Canción 2 del disco 4).
- Mike Rutherford - Bajo, Guitarra de 12 cuerdas, Voz de fondo.
- Steve Hackett - Guitarra (Discos 1, 2 y 3).
- Phil Collins - Batería, Percusión, Voz de fondo (Discos 1, 2 y 3).
- Anthony Phillips - Guitarra, Voz de fondo (Disco 4), Segunda voz líder (Canción 4 del disco 4).
- John Mayhew - Batería (Disco 4, canciones 3, 4, 5 y 6).
- John Silver - Batería (Disco 4, canciones 1 y 7-12).

Nota: En el Disco 4 nadie tiene crédito de tocar la batería en las canciones 13 y 20. En la canción 13, y probablemente también en la 20, este instrumento fue tocado por Peter Gabriel. El baterista original del grupo, Chris Stewart, no tiene crédito de haber tocado en ninguna canción de la caja.
- Datos: Q635792